# Commando blindé du Cambodge
Le commando blindé du Cambodge (ou groupement blinde du Cambodge) était une formation militaire du Protectorat français du Cambodge composée de onze chars japonais réquisitionnés dont au moins un Type 89B I-Go, quelques chenillettes Renault UE et camions Ford constitué après la Seconde Guerre mondiale. Crée officiellement le  16 septembre 1945 et rattaché au groupe de commandos du Cambodge, il est l'une des premières unités blindées du Corps expéditionnaire français en Extrême-Orient. Il devient le 8e escadron du 5e régiment de cuirassiers le 15 septembre 1946.